# 川会村
川会村（かわあいむら）は、福岡県浮羽郡にあった村。現在の久留米市の一部。

## 地理
巨瀬川の下流右岸に位置していた。

## 歴史

### 沿革
- 1889年（明治22年）4月1日 - 町村制の施行により、竹野郡上原村、志塚島村、以真恵村、牧村が合併して村制施行し、川会村が発足[1][2]。
- 1896年（明治29年）4月1日 - 郡の統合により浮羽郡に所属[1][3]。
- 1908年（明治41年）- 川会信用購買組合設立[1]
- 1913年（大正2年）- 上原・志塚島の耕地整理を実施（期間:1年半）[1]。
- 1951年（昭和26年）4月1日 - 浮羽郡柴刈村と合併し筑陽村を新設して廃止された[1][2]。

### 地名の由来
『和名類聚抄』で志塚島村と牧村の地域が川会と記されていることによる。